# The Fame Monster
The Fame Monster é a reedição do álbum de estreia da artista musical estadunidense Lady Gaga e seu terceiro extended play (EP). Foi lançado em 18 de novembro de 2009 através da Interscope Records. Inicialmente previsto a ser comercializado apenas como um relançamento de The Fame (2008), a cantora anunciou que as oito novas faixas seriam alinhadas em um lançamento independente, afirmando pensar que a reedição era muito cara e que os discos eram conceitualmente diferentes, descrevendo-os como Yin-yang, respectivamente. A edição super deluxe do trabalho que contém números de seu projeto de debute e mercadoria adicional, incluindo um cacho de sua peruca, foi distribuída em 15 de dezembro do mesmo ano.
Musicalmente, The Fame Monster é um álbum electropop influenciado por diversos gêneros, proeminente o disco, glam rock e synthpop dos anos 1970 e 1980, assim como industrial e música gótica. O EP também foi inspirado por desfiles e passarelas. De acordo com a artista, o disco lida com o lado mais obscuro da fama, incluindo o amor, sexo, álcool e mais. Liricamente, os fatos são expressados através de uma metáfora monstro. As capas foram fotografadas por Hedi Slimane e possui um tema gótico, como descrito pela própria Gaga. Uma das imagens foi inicialmente reprovada por sua gravadora, no entanto, a cantora convenceu-os a ser utilizada como capa da obra.
The Fame Monster recebeu revisões geralmente positivas da mídia especializada, que maioritariamente elogiou a sua produção e a ambição criativa de Gaga. Consequentemente, foi reconhecido como um dos melhores lançamentos do ano e recebeu uma série de indicações em premiações, incluindo seis na durante a 53.ª cerimônia dos Grammy Awards, ganhando a de Melhor Álbum Vocal Pop. Em algumas tabelas musicais, o trabalho constatou como The Fame, e liderou as paradas de vários países, incluindo a Alemanha, a Austrália, a Áustria, a Bélgica, a Finlândia, a Irlanda, a Nova Zelândia, a Polônia, o Reino Unido e a Suíça. Nos Estados Unidos, atingiu a quinta colocação da Billboard 200, e o topo da parada segmentada Dance/Electronic Albums.
Seu single inicial, "Bad Romance", foi um sucesso comercial, liderando as tabelas de mais de vinte países, enquanto alcançou o segundo posto da Billboard Hot 100 dos Estados Unidos. As outras faixas de promoção "Telephone" e "Alejandro" também obtiveram êxito, alinhando-se entre as dez mais comercializadas de vários países. "Dance in the Dark" foi distribuída em alguns territórios, mas desempenhou-se moderadamente nos gráficos, e recebeu uma indicação durante a 53.ª cerimônia dos Grammy Awards, por Melhor Gravação de Dance. "Speechless", "Monster" e "So Happy I Could Die" também listaram-se em diferentes compilações, apesar de não terem sido classificadas como singles.

## Antecedentes e desenvolvimento
"Eu tenho uma obsessão pela morte e sexo. Essas são as coisas que são o nexo de filmes de horror, pelos quais estive obcecada ultimamente. Eu tenho assistido filmes de horror e de ficção científica dos anos 1950. Meu relançamento se chama The Fame Monster, então eu estive meio que comendo e digerindo, em termos bulímicos, filmes de monstros e todas as coisas assustadores. Eu tenho notado uma ressurgência dessa ideia do monstro, da fantasia, mas em uma maneira muito real. Se você notar nesses filmes, sempre há uma junção do sexo com a morte. É o que faz eles serem tão assustadores. O corpo e a mente estão preparados para o orgasmo e, em vez disso, alguém morre. Esse é o tipo de circunstância psicológica doente e distorcida."

—Gaga explicando a inspiração de filmes de horror em The Fame Monster ao jornal Daily Star.
Gaga lançou seu álbum de estreia The Fame em 2008, formado por canções electropop e synthpop que ofereceram comentários sobre a estrutura da fama, a oposição entre a celebridade e a fã-base, bem como a vida de uma pessoa rica. Com o sucesso mundial do disco e de suas faixas de trabalho, começaram a surgir ideias sobre um possível relançamento. Porém, durante a festa de inauguração dos fones de ouvido desenvolvidos por Gaga em colaboração com Dr. Dre, ela comentou que planejava lançar um novo álbum e disse: "Eu acho que relançamentos são injustos, [...] os artistas lançam singles de um trabalho já feito, na tentativa de manter o disco à tona. Originalmente [minha gravadora] só queria que adicionar três faixas, mas agora é muito mais do que isso. É um novo material para um novo álbum."
Quanto ao nome do EP, a cantora disse que foi uma coincidência, já que tem o mesmo nome que os criadores e distribuidores dos fones "Heartbeats", Monster Cable Products. Ela já havia escrito uma canção intitulada "Monster", em março, antes de encontrar-se com Dr. Dre e Lee Noel, para discutirem sobre a parceria. A cantora ainda afirmou que estava obcecada por filmes de monstros, declarando: "a decadência da celebridade e da maneira que a fama é um monstro na sociedade! É sobre isso que o meu disco se trata, por isso era uma espécie de combinação perfeita." Revelando mais tarde que a reedição conteria oito composições novas, junto com as originais de seu álbum de estreia, Gaga buscou por um conceito mais obscuro e ousado do que havia feito antes. The Fame Monster lida com o lado mais obscuro da fama, vivenciado pela artista durante os anos de 2008 e 2009, explicando:
| “ | No meu relançamento The Fame Monster, eu escrevi sobre tudo o que não escrevi em The Fame. Enquanto viajava o mundo por dois anos, eu encontrei vários monstros, cada um representado por uma diferente canção no novo disco: meu medo dos monstros do sexo, do álcool, do amor, da morte, da solidão, etc. (...) Passei muitas noites na Europa Oriental, e este álbum é um experimento pop com som industrial e gótico, melodias do dance dos anos 1990, uma obsessão com o gênio lírico do pop melancólico dos anos 1980, e as passarelas. Eu compus enquanto assistia desfiles de moda e devo confessar que minha música foi inspirada por tudo isso. | ” |

Ela também comentou que as novas canções não lidam com dinheiro ou fama, mas sim que foi tudo intermediário e que foi para seus fãs. A artista comparou os temas de The Fame e The Fame Monster como opostos, descrevendo-os como Yin-yang, respectivamente. De acordo com Gaga, ela sentia uma dicotomia dentro de si durante o desenvolvimento do projeto, declarando a MTV: "Estou preparada para o futuro, mas eu lamento o passado, [...] E é um ritual de passagem muito real — você deve deixar algumas coisas de lado. Você deve lamentá-los como se estivessem mortos para que assim possa seguir em frente, e é isso que meu álbum retrata." Ao contrário de The Fame, o novo álbum foi inspirado pelas experiências pessoais da cantora e trouxe a análise da fama a um nível inteiramente novo, com suas primeiras direções musicais do projeto também foram inspiradas pelas experiências de viagens de Gaga com a turnê The Fame Ball Tour.

## Composição
"Bem, meu pai teve uma doença cardíaca durante 15 anos. Ele tem ou tinha uma insuficiência na válvula aórtica, e seu corpo só bombeava um terço do sangue que deveria obter a cada batimento cardíaco. Então ele recusou-se a fazer a cirurgia e disse à minha mãe e eu que ia deixar a vida seguir seu curso. [...] E eu estava em turnê e eu não poderia deixar isso acontecer, então entrei em estúdio e compus essa canção chamada 'Speechless'. [...] Meu pai costumava me chamar depois de beber uns drinques e eu não sabia o que dizer. Eu fiquei calada e temia que poderia perdê-lo e eu não estaria lá. [...] Escrevi esta música como um apelo a ele."

–Gaga sobre a inspiração de escrever "Speechless".
As sessões de gravação de The Fame Monster ocorreram em 2009, em estúdios situados em Los Angeles, Londres, Osaka e Amsterdã. Quatro canções foram produzidas por RedOne, com Ron Fair, Fernando Garibay, Tal Herzberg, Rodney "Darkchild" Jerkins, Teddy Riley e Space Cowboy. Gaga serviu como co-produtora em todas as composições, exceto de "So Happy I Could Die". A versão final de The Fame Monster contém oito faixas na edição padrão. O produto apresenta o gosto de Gaga por pastiche, incorporando "arena glam dos anos 1970, disco alegre do ABBA, e retrocessos doces como Stacey Q", de acordo com a Rolling Stone. Escrevendo para o The Daily Telegraph, Neil McCormick expressou que embora não seja tematicamente unificado como o seu antecessor, The Fame Monster tem canções compostas em virtude da "energia vivaz [de Gaga], melodias ousadas e sensacionalismo quase comicamente implacável". As letras do EP contém referências a zumbis em faixas como "Monster" ("Ele comeu meu coração..."), o estilo cossaco em "Teeth" ("Experimente um pouco da minha carne de garota-má...") e em "Dance in the Dark" ("Silicone, soro, veneno, injete em mim..."). As letras da última citada também referem-se a pessoas famosas que tiveram fins trágicos: Marilyn Monroe, Judy Garland, Sylvia Plath, Princesa Diana, Liberace e JonBenét Ramsey.
O primeiro número do álbum é "Bad Romance" que, para Simon Price, do jornal The Independent, define o tom gótico do resto do trabalho, acompanhando a "atmosfera e a estética monocromática dominante na arte da capa". Seu refrão tem semelhanças ao grupo alemão Boney M e sua música lembra Black Celebration (1986), da banda Depeche Mode. Um refrão "cativante" e uma batida semelhante às de boates são predominantes na faixa, que tem ainda passagens em francês e trata sobre como o romance machuca de maneiras boas e ruins, tornando-se "grande e de mau gosto, e alegre e melancólica". O gancho "Rah, rah, ah, ah, ah / Roma, roma-ma, Gaga, ooh-la-la" está presente entre as estrofes. "Alejandro" incorpora elementos da música de ABBA e Ace of Base, com letras sobre Gaga recusar-se a participar de um harém de homens latinos. "Monster" é composta por uma gagueira sintetizada e uma instrumentação de tambores pesados, com uma introdução formada por uma batida dupla de quatro quadrados e Auto-Tune nos vocais da cantora, enquanto ela profere letras com uma metáfora de Don Juan.
Produzida por Ron Fair, a balada "Speechless", inspirada pelo rock dos anos 1970, trata de relacionamentos abusivos em versos como "Eu não posso acreditar como você me insultou com sua mandíbula meio deslocada". A inspiração de Gaga para a faixa foi a condição cardíaca de seu pai, e seu medo em relação à morte dele. Consiste em harmonias vocais e solos de guitarra, que de acordo com PopMatters, são comparáveis aos trabalhos de Freddie Mercury e Queen. A sua gravação foi feita com instrumentos ao vivo como bateria, guitarras, baixo e piano, tocado por Gaga. A quinta faixa do álbum, "Dance in the Dark", descreve uma menina que sente-se desconfortável ao fazer sexo. A artista explicou sobre a canção, dizendo: "Ela não quer que seu parceiro a veja nua. Ela estará livre e extravasará seu animal interior, mas apenas quando as luzes estiverem apagadas."
"Telephone" foi originalmente escrita para Circus (2008), álbum de Britney Spears, mas a sua gravadora rejeitou-a. Posteriormente, Gaga a gravou como uma colaboração com Beyoncé para The Fame Monster, falando sobre preferir a pista de dança ao invés de atender a ligação de seu parceiro. Os versos são cantados em um ritmo muito acelerado, acompanhado por batidas igualmente rápidas. Gaga explicou que a obra lida com seu medo de asfixia: "medo [de] nunca conseguir me divertir. Porque eu amo muito o meu trabalho, acho que é muito difícil de sair e festejar." Segundo a própria, o telefone retratado não é apenas o telefone físico, mas também sua voz interna dizendo-lhe para trabalhar mais e mais. Em "So Happy I Could Die", Gaga faz uma ode a desejos e ações sexuais, inciando "Eu adoro aquela loira de lavanda / O jeito que ela se move, o jeito que anda / Eu me toco e não é o suficiente." Essencialmente uma canção de amor, o sentido da parte do título de "So Happy" representa a própria cantora que fala sobre beber, dançar, observar e tocar em si mesma. O vocal da artista aparece de uma forma mais suave do que geralmente. O número tem a utilização do Auto-Tune em algumas passagens. A última faixa, "Teeth" contém música gospel e seus versos fazem referências ao sadomasoquismo, contando que o mais perto que chegará a outro ser humano envolve ser amarrada e mordida.

## Lançamento e capa

Gaga apresentando "Monster" na The Monster Ball Tour, em 2010.

Originalmente, o álbum foi planejado para ser uma reedição de The Fame separada em dois discos, mas Gaga disse em entrevista a MTV que o EP seria lançado independentemente, explicando: "Durante minha viagem criativa compondo The Fame Monster, veio uma revelação empolgante que este era na verdade meu segundo disco, [...] Eu não quero adicionar, nem retirar qualquer faixa neste EP. É um corpo conceitual e musical de trabalho completo que possui suas próprias características. Não precisa de The Fame. Para aqueles que não têm meu álbum de estreia, há várias edições que contém ambos os álbuns e a arte da capa concebida pela Haus of Gaga em colaboração com o nosso mentor, Hedi Slimane. Ouça a música, assista ao show, viva e ame a si mesmo." Na América do Norte, The Fame Monster foi lançado como um álbum com oito composições, em 23 de novembro de 2009. O portal da cantora também confirmou que a edição deluxe alinharia todas as faixas de seu trabalho de estreia como disco bônus. Apenas uma edição deluxe tinha sido previamente planejada, no entanto, a artista citou os custos como um problema em decidir sobre um lançamento adicional do disco.
Em outros países, o lançamento de The Fame Monster também incluiu uma versão deluxe e um box da versão super deluxe, sendo que a comercialização do último iniciou em 15 de dezembro de 2009. O pacote contém vários produtos feitos pela equipe criativa da cantora, Haus of Gaga, incluindo um cacho de sua peruca. Em 3 de maio de 2010, foi lançada a edição limitada de The Fame Monster via USB, incluindo a versão explícita do disco, assim como nove remixes, oito vídeos musicais, um encarte digital, capas de singles e galeria de fotos.
O designer e fotógrafo Hedi Slimane retratou duas diferentes capas para o EP. Uma delas mostra Gaga usando uma peruca loira e vestindo uma jaqueta preta, enquanto a outra apresenta-a com um cabelo castanho espesso e delineador impotente que forma lágrimas escorrendo pelo seu rosto. Em relação as imagens, a cantora disse que quando elaborou o conceito do álbum, ela queria assegurar que este teria um aspecto mais obscuro e ousado que seus trabalhos anteriores. Entretanto, sua gravadora achou a gravura de Gaga morena "muito confusa e gótica", acreditando ser "menos pop". A artista respondeu dizendo:
| “ | Você não sabe o que é pop, porque todo mundo me dizia eu não era pop no ano passado, e agora olhe — então não me diga o que é pop, eu sei o que é. [...] É engraçado, pois eu lutei e lutei e lutei, e agora acabei com duas capas, porque eu queria fazer esta representação yin-yang com as ilustrações [....] Eu não quero tirar uma foto muito glamorosa onde eu esfrego em mim mesma como qualquer outra moça loira. Quero que meus fãs vejam a imagem e digam: 'Eu sinto o que ela sente'. | ” |

A Complex considerou a imagem a quinta melhor capa de álbuns dos últimos cinco anos, em uma lista revelada em 2013 com as 50 melhores. Dale Eisenger descreveu ambas as capas como "sedutoras e maravilhosas", acrescentando que o estilo de Gaga foi imitado por uma série de artistas nos anos posteriores. Em 2015, a Billboard incluiu a capa em uma compilação com as 50 melhores de todos os tempos. Num artigo de 2016, o redator Andrew Unterberger escreveu que as capas eram "muito mais marcadas e angulares do que o quadro de diva festeiro de The Fame. Ela ainda é muito elegante, mas há um perigo nos olhos de Gaga dessa vez, e a sensação de profundeza maior em sua austeridade: uma estrela, mas uma estrela com muito a dizer".

## Recepção

### Crítica profissional
| Críticas profissionais | Críticas profissionais |
| Pontuações agregadas   | Pontuações agregadas   |
| Fonte                  | Avaliação              |
| ---------------------- | ---------------------- |
| Metacritic             | 78/100                 |
| Avaliações da crítica  |                        |
| Fonte                  | Avaliação              |
| Allmusic               | [ 27 ]                 |
| Los Angeles Times      | [ 28 ]                 |
| NME                    | [ 29 ]                 |
| Pitchfork Media        | [ 30 ]                 |
| Rolling Stone          | [ 10 ]                 |
| Slant Magazine         | [ 13 ]                 |
| Spin                   | [ 13 ]                 |
| The Daily Telegraph    | [ 11 ]                 |
| The Observer           | [ 11 ]                 |

O portal  Metacritic, com base em catorze resenhas recolhidas, concedeu ao The Fame Monster uma média de setenta e oito pontos de uma escala que vai até cem, indicando "análises geralmente favoráveis". Stephen Thomas Erlewine, da página Allmusic, comentou que o disco "apoia-se nos destaques de The Fame, oferecendo uma crível continuação do debute e sugerindo que Gaga não é mais um fenômeno pop passageiro." Sal Cinquemani, da Slant Magazine, relatou que o álbum não representa um grande avanço para a artista, mas fornece "pequenos vislumbres por trás de sua pretensão." Já Simon Price, do tabloide The Independent, referiu-se ao disco como "uma obra de arte por si só." Kitty Empire, do The Observer, declarou que "baladas como 'Speechless' relembram o ponto fraco da cantora, mas singles como 'Bad Romance' tornam mais convincente o caso de uma ítalo-americana apática ser considerada a nova Madonna." Sarah Hajibagheri, do jornal The Times, reparou que o EP "não tem aquele ritmo e nem a mesma mordida que nos infecta com a vontade de viajar para o mundo excêntrico da nova-iorquina." Aludindo-se a "Speechless", Josh Modell, da revista Spin, analisou que Gaga parece estar perdida ao cantar sua "emocionante balada". Evan Sawdey, do PopMatters, elogiou a artista por estar "disposta a experimentar coisas novas" e reparou que o material mostra que "ela não tem a complacência de fazer a mesma coisa outra vez (...) Gaga pode cometer alguns erros em sua trajetória para o nirvana pop — e ao avaliar o que ela pretende fazer com The Fame Monster, há uma boa chance dela chegar lá mais cedo do que mais tarde."
O redator Mikael Woods, do Los Angeles Times, sentiu que The Fame Monster continuou a demonstrar "a ambição criativa e a variedade estilística de Gaga". Porém, Jon Dolan, da revista Rolling Stone, foi mais crítico ao relatar que "metade do disco é uma cópia barata de Madonna, mas isso faz parte do conceito — monstros da fama não precisam se preocupar com a originalidade." Edna Gundersen, do USA Today, acredita que no álbum, "a apatia de Gaga e sua aparente aversão a uma genuína conexão humana deixa um vazio perturbador. Com um intelecto vanguardista, suas excentricidades pop-electro e uma esquisita teatralidade competindo por atenção, não há espaço para um coração." Neil McCormick, do periódico The Daily Telegraph, declarou que "embora não seja tão tematicamente integrado como o The Fame, a energia vivaz da artista, as melodias ousadas e o sensacionalismo quase comicamente implacável mantém as coisas interessantes." Ben Patashnik, da publicação NME, reparou que "está ficando cada vez mais difícil negar que a cantora é uma amante de sua arte". Analisando a nova fase da intérprete, Scott Plagenhoef, do portal Pitchfork Media, escreveu: "Se Gaga consegue manter a risca é outra questão. Talvez ela termine sendo mastigada e cuspida, ou talvez suas mudanças de imagem camaleônicas sejam apenas a carreira de Madonna na velocidade da era da Internet e estamos presenciando todas as suas ideias de uma só vez. Mas, de repente, por um breve período, ela acabe sendo a única estrela pop real ao redor."

### Reconhecimento
A revista Time incluiu The Fame Monster em seu catálogo dos dez melhores álbuns de 2009, notando que ele demonstra "um completo entendimento do que os públicos dance pedem e talento vocal fácil de se esquecer por trás de todo o cabelo platinado". Em 2015, a Spin posicionou-o na colocação de número 197 entre os 300 melhores dos últimos trinta anos, caracterizando-o como o melhor trabalho de Gaga e uma "mini obra-prima". Em 2010, Gaga ganhou o prêmio de Outstanding Music Artist por seu trabalho em The Fame Monster, durante a 21ª edição dos GLAAD Media Awards. Foi indicado para Best Album nos International Dance Music Awards e Meteor Awards de 2010, vencendo o de Best English Album nos Premios Oye! de 2010. No ano seguinte, conseguiu ser indicado para Top Electronic/Dance Album nos Billboard Music Awards, perdendo para The Fame, da própria cantora.
O álbum e suas canções também receberam seis nomeações durante a 53.ª cerimônia dos Grammy Awards. O EP em si foi indicado na categoria de Álbum do Ano e venceu na de Melhor Álbum Vocal de Pop. "Bad Romance" conquistou os troféus de Melhor Performance Feminina Pop e de Melhor Vídeo Musical; enquanto que "Telephone" e "Dance in the Dark" foram respectivamente nomeados nas categorias de Desempenho Duo ou Grupo de Música Pop e Gravação de Dance, mas sem sucesso. Em 2019, o álbum foi selecionado como um dos 200 melhores álbuns da década pela Pitchfork.

## Singles

Gaga apresentando "Bad Romance", primeiro single do EP, na The Monster Ball Tour, em 2010.

"Bad Romance" foi confirmada como primeiro single do disco em 1º de outubro de 2009. No dia seguinte foi divulgada uma versão demo da faixa na Internet sem a sua autorização. Sua estreia ocorreu, em 6 de outubro seguinte, durante o desfile final da coleção de Primavera/Verão de Alexander McQueen na Paris Fashion Week de 2010. Seguido de seu lançamento digital em 23 de outubro, através da iTunes Store de diversas nações, incluindo Brasil e Portugal. Seu vídeo musical acompanhante foi dirigido por Francis Lawrence, e apresenta a artista dento de uma casa de banho branca e surreal, onde é dopada por um grupo de modelos e traficada para a máfia russa como escrava sexual. No final da trama, ela acabar por matar o homem que a comprou. A produção recebeu dez indicações aos MTV Video Music Awards de 2010, ganhando sete delas, incluindo a principal de Vídeo do Ano. Em 13 de fevereiro de 2011, o single ganhou um Grammy Award de Melhor Performance Vocal Pop Feminina, e seu vídeo correspondente a de Melhor Vídeo Musical. A canção liderou as tabelas musicais da Áustria, Dinamarca, Espanha, França, Finlândia, Itália, Noruega, Suécia, Irlanda e as do Canadá e Reino Unido. Listou-se em segundo lugar nas paradas da Austrália, Bélgica (Flandres), Nova Zelândia, Suíça, Hungria e a Billboard Hot 100 dos Estados Unidos.
"Telephone", com a participação de Beyoncé, foi a segundo faixa de trabalho extraída do disco, sendo enviada para as estações de rádio estadunidenses em 26 de janeiro de 2010, pela Interscope Records. Mais tarde, foi disponibilizado um extended play (EP) contendo dez remixes da obra para venda virtual na iTunes Store. Seu vídeo musical serve como uma continuação para a trama de "Paparazzi" (2009), sendo os dois dirigidos por Jonas Åkerlund. Na história, Beyoncé paga a fiança para Gaga ser libertada da prisão, acusada de assassinar seu namorado por envenenamento. Em seguida, as duas dirigem-se a um restaurante onde acabam matando todos os clientes presentes por intoxicação alimentar. Após cometerem a chacina, as duas saem do local e são perseguidas em alta velocidade pela polícia. O trabalho recebeu três nomeações  aos MTV Video Music Awards de 2010, ganhando apenas na categoria de Melhor Colaboração. A parceria também foi indicada aos Grammy Awards de 2011 por Desempenho Duo ou Grupo de Música Pop, mas acabou perdendo para a regravação "Imagine" cantando por Herbie Hancock, Pink, India.Arie, Seal, Konono Nº1, Jeff Beck e Oumou Sangaré. Obteve um desempenho comercial favorável, ao alcançar o topo das paradas da Bélgica, Dinamarca, Noruega, Irlanda e do Reino Unido. Nos Estados Unidos, a obra classificou-se na terceira posição na Billboard Hot 100. O single tornou-se no sexto de ambas as cantoras a atingir a liderança da Pop Songs, empatando com Mariah Carey o recorde de artistas com mais número um desde o lançamento da Nielsen Broadcast Data Systems em 1992.
Escolhida para dar continuidade à divulgação de The Fame Monster, "Alejandro" foi adicionada às listas das rádios estadunidenses em 20 de abril de 2010. Originalmente, a gravadora de Gaga planejava lançar "Dance in the Dark" como o sucessor de "Telephone", entretanto devido a uma discussão interna entre a artista e sua editora, foi decidido que "Alejandro" serviria como o terceiro single do extended play (EP). O fotógrafo Steven Klein foi o responsável pela direção de seu vídeo correspondente, que tem como inspiração o amor da cantora por seus amigos gays e sua admiração pelo amor gay. A produção aborda temas nazistas e católicos, ao passo que homenageia o musical Cabaret, da Broadway. Gaga é vista usando trajes semelhantes aos de Joana d'Arc e da personagem de Liza Minnelli no espetáculo supracitado. Outros roupagens incluem a artista com um sutiã equipado com uma carabina AR-15, além de vestir-se como uma freira em hábitos de látex. A Liga Católica acusou a cantora de "usar blasfêmia" por mostrar imagens religiosas durante o vídeo, o momento mais controverso, no entanto, foi o da intérprete engolindo um rosário. Klein desmentiu esta ideia afirmando que a cena em questão trata-se sobre "o desejo de Gaga de consumir o Santo". A faixa conquistou êxito comercial ao culminar nas tabelas da Finlândia, Polônia e República Checa. Atingiu a vice-liderança nas paradas de países como Alemanha, Austrália, Áustria, Itália e Eslováquia. "Alejandro" também converteu Gaga como a segunda artista feminina a posicionar seus sete primeiros singles entre as dez melhores colocações da semana na estadunidense Billboard Hot 100.
Em 9 de novembro de 2009, "Dance in the Dark" foi lançada como uma gravação promocional na iTunes Store fazendo parte da contagem regressiva para o lançamento do álbum, juntamente com "Alejandro. Todavia, a canção foi posteriormente disponibilizadas nas estações de rádios australianas e francesas, servindo como o quarto e último single do disco. Assim como "Bad Romance" e "Telephone", a faixa recebeu uma indicação para os Grammy Awards de 2011 na categoria de Best Dance Recording, porém perdeu para "Only Girl (In the World)" da artista barbadense Rihanna. Seu desempenho nas tabelas musicais foi moderado, conseguindo constatar entre os dez primeiros da Eslováquia, Hungria e República Checa. Também posicionou-se entre os cinquenta mais vendidos em nações como Austrália, Bélgica e França. Nos Estados Unidos, a obra não conseguiu entrar na Billboard Hot 100, contudo atingiu o vigésimo segundo posto da Bubbling Under Hot 100, uma extensão da lista principal.

## Divulgação

Gaga cantando "Speechless" durante um concerto organizado com Terence Koh, nomeado GagaKoh, em Tóquio, em 2010.

A divulgação de The Fame Monster inciou em 3 de outubro de 2009 no programa televisivo Saturday Night Live, no qual Gaga cantou trechos de "Bad Romance" tocando um piano. Ela também concedeu entrevistas para diversos talk shows, tais como It's On with Alexa Chung e o alemão Wetten, dass..?. Em 16 de novembro, a artista interpretou "Speechless" na festa de aniversário de 30 anos no Museu de Arte Contemporânea de Los Angeles, colaborando com Francesco Vezzoli e membros da Academia Estatal de Coreografia de Moscou. No mesmo dia foi transmitido o episódio "The Last Days of Disco Stick" da série de televisão Gossip Girl, do qual a cantora fez uma participação especial e realizou uma performance do primeiro single do disco, "Bad Romance". A faixa também foi apresentada nos American Music Awards de 2009, no The Jay Leno Show  e The Ellen DeGeneres Show. Em dezembro, Gaga viajou ao Reino Unido, apresentando "Bad Romance" no The X Factor e na Royal Variety Performance.
Ao retornar para os Estados Unidos, a intérprete compareceu no The Oprah Winfrey Show de 15 de janeiro de 2010, onde executou uma mistura de "Monster", "Bad Romance" e "Speechless". Na 52ª edição dos Grammy Awards, Gaga foi escalada para abrir o evento, no qual apresentou um conjunto de "Poker Face", "Speechless", e "Your Song" com Elton John. Durante os Brit Awards de 2010, ela realizou uma performance acústica de "Telephone" e "Dance in the Dark", em memória a Alexander McQueen. Em março de 2010, "Bad Romance" e "Monster" foram acrescentadas como conteúdo para download da série de vídeo-games Rock Band, juntamente com "Just Dance" e "Poker Face". Retornando para o Reino Unido durante a The Monster Ball Tour, Gaga apresentou-se no Friday Night with Jonathan Ross, cantando "Brown Eyes" (de The Fame) e "Telephone". No mês seguinte, ela viajou ao Japão e realizou um mini-concerto para a MAC Cosmetics, colaborando com o artista canadense Terence Koh. Denominado "GagaKoh", o evento ocorreu em um palco giratório no qual Koh criou uma estátua de uma mulher nua com orelhas de coelho. Na performance, a intérprete executou "Bad Romance", "Alejandro" e "Speechless". Ainda em território japonês, Gaga cantou "Telephone" no programa Music Station.

### The Monster Ball Tour
Previamente, Gaga anunciou que entraria em digressão com o cantor Kanye West, cuja tinha sido intitulada Fame Kills Starring: Lady Gaga and Kanye West. Entretanto, após o incidente ocorrido nos MTV Video Music Awards de 2009 envolvendo West e Taylor Swift, o rapper anunciou que iria fazer uma pausa em sua carreira musical. Após a declaração, todas as datas da turnê foram imediatamente canceladas. Em seguida, Gaga confirmou que faria uma excursão solo em função de promover The Fame Monster. Descrito pela cantora como "a primeira 'ópera electropop' de todas", o espetáculo nomeado The Monster Ball Tour ocorreu entre 27 de novembro de 2009 e 6 de maio de 2011 e contou com Kid Cudi e Jason Derülo como atos de abertura.
Gaga e sua equipe de produção desenvolveram um palco dividido em diversas partes, cada um com seu próprio tema. Ela sentiu que o cenário consentiria o seu controle criativo. Uma vez que o álbum lida com "os monstros" enfrentados pela cantora ao longo do ano, a temática principal do show tornou-se na evolução, com a artista retratando o crescimento ao passo que o espetáculo progredia. Elementos da cancelada excursão com Kanye West foram incorporados em certas partes do espetáculo. O repertório consistia em músicas de The Fame Monster, assim como as de seu álbum de estreia The Fame. Em 2010, Gaga decidiu fazer uma reformulação na turnê, visto que a execução original foi elaborada em um curto período de tempo. A estrutura remodelada possui uma temática nova-iorquina, e retrata uma história em que Gaga e seus amigos estão em Nova Iorque, e se perdem a caminho da Monster Ball.
A digressão foi dividida em cinco segmentos, sendo o último o bis. Cada parte caracterizava a cantora em um novo figurino e era acompanhada por um vídeo de interlúdio, apresentando-a em poses góticas e artísticas, introduzindo para o ato seguinte. Os concertos de 2009 iniciavam com Gaga aparecendo diante de uma tela em que linhas cruzadas são projetadas por iluminação elétrica. Isto era prosseguido por performances acústicas ao piano, rotinas de dança usando um figurino egípcio e outras com uma peruca de longas tranças inspiradas na Rapunzel. Já a versão reformulada era mais teatral, e os adereços cenográficos consistiam em um sutiã pirotécnico, um piano embutido dentro do capô de um automóvel, um tamboril-polvo gigante mecânico, e diversos vestuários. Os críticos contemporâneos prezaram a turnê, elogiando a habilidade vocal da intérprete, assim com seu senso de moda e estilo. Eles também ficaram admirados com a pomposidade e a teatralidade dos shows, comparando-os aos espetáculos de Madonna.

## Impacto
Gaga foi creditada por diversos críticos como a responsável por ter revivido a música eletrônica nas rádios no final da década de 2000. Jonathan Bogart, do The Atlantic, comentou que "o EDM não surgiu pela porta dos fundos mas sim pela porta da frente, com 'Just Dance' de Lady Gaga no final de 2008" e que "o som não demorou muito para se espalhar". O DJ Tommie Sunshine disse para a MTV que "não existira um sucesso no top 10 de David Guetta (...) não existiria esse álbum dos Black Eyed Peas, se não fosse pelo The Fame. A influência desse álbum é épica, e estamos ouvindo falar disso tudo por causa dele". Kevin C. Johnson, jornalista do St. Louis Post-Dispatch, reconheceu o impacto com seu artigo "Lady Gaga ajuda a trazer o EDM às massas". Em comentário para o periodista, o DJ Rob Lemon disse que Gaga "definitivamente tem influência" e que ela "está expondo as pessoas à música, e qualquer um que expõe as pessoas à ela é parte da máquina".
O radialista Zane Lowe e o produtor e DJ Calvin Harris discutiram o impacto em uma entrevista na rádio Beats 1. Lowe disse: "Mike Skinner me falou isso, porque nós estávamos debatendo sobre Lady Gaga e ele ficou tipo, 'Uma coisa que você precisa lembrar sobre Lady Gaga é que ela colocou o four-on-the-floor de volta nas rádios americanas" e que "até aquele momento, não havia nada parecido com a four-on-the-floor na música pop". Harris acrescentou: "Com certeza. Eles até tinham uma versão hip hop de 'Poker Face' para a rádio". Escrevendo para a Billboard, Andrew Unterberger declarou que "Gaga elevou os padrões de ambição no pop". Ele disse que "não demorou muito tempo para Lady Gaga provar que ela era o asteroide do qual a música pop estava implorando para atravessar" e que "outras estrelas pop pegaram o ritmo", concluindo que a cantora "levou a música mainstream americana a um dos seus momentos menos interessantes e mais desfavorecidos e o tornou maior, mais esquisito, mais visual e infinitamente mais guiado pela personalidade — em outras palavras, muito mais divertido".
Críticos reconheceram que, com The Fame Monster, Gaga deu início a uma moda na música pop ao vestir roupas bizarras e extravagantes. Jarret Wieselman, da coluna Page Six, do New York Post, disse: "Tenho repetidamente a hipótese de que o sucesso e a adoração concedidos a Lady Gaga levou qualquer celebridade feminina a assumir que, quer ela cultive ou não uma personalidade peculiar, suas opções para a frente da moda não têm limites!". Ele também declarou que o "o efeito 'Lady Gaga' persiste". Tracie Egan Morrissey, da página feminista Jezebel, disse que o tapete vermelho dos MTV Video Music Awards de 2011 "cheira a influência de Lady Gaga" e que "desde que Lady Gaga surgiu com suas máscaras bizarras, chapéus grandes e roupas conceituais, todos acham que parecer um idiota no tapete vermelho é um sinal de integridade artística". Ela ainda concluiu que "Nicki Minaj tem um caso horrível de Gaga-itis" e que o "cubo na cabeça de Katy Perry" é totalmente sua tentativa de ser uma moda vanguardista".
O periodista Jon Caramanica, num artigo comentando sobre a influência de Gaga na moda para o The New York Times, declarou: "É o poder das roupas de Halloween, com certeza, mas suas impressões digitais estão sobre as imagens revisadas de Christina Aguilera, Rihanna, Katy Perry e Beyoncé; e de artistas mais novas como Kesha, Janelle Monáe e Nicki Minaj" e que "o trabalho que ela tem feito desde seu álbum de estreia de 2008 (...) deu um impulso aos limites convencionais". O jornalista continuou afirmando: "Se Lady Gaga teve algum impacto direto em alguém, [essa pessoa] foi, mais surpreendentemente, Beyoncé, que passou boa parte de sua carreira impermeável à influência de suas colegas. No entanto, no ano passado, após duas colaborações com Lady Gaga — 'Telephone' e 'Video Phone' — ela parece ter ganhado vida. Os vídeos dessas músicas mostraram que ela estava engraçada do que nunca (...) é como se Lady Gaga tivesse entrado e infectado Beyoncé com uma cadeia vampiresca de eventos".

## Lista de faixas
| The Fame Monster – Edição deluxe (disco um) / Edição padrão do EP |                           |                                                               |                                    |         |  |
| N.º                                                               | Título                    | Compositor(es)                                                | Produtor(es)                       | Duração |  |
| 1.                                                                | "Bad Romance"             | RedOne Lady Gaga                                              | RedOne Gaga [A]                    | 4:54    |  |
| 2.                                                                | "Alejandro"               | RedOne Gaga                                                   | RedOne Gaga [A]                    | 4:34    |  |
| 3.                                                                | "Monster"                 | RedOne Gaga Space Cowboy                                      | RedOne Gaga [A]                    | 4:10    |  |
| 4.                                                                | "Speechless"              | Gaga                                                          | Ron Fair Gaga [A] Tal Herzberg [A] | 4:31    |  |
| 5.                                                                | "Dance in the Dark"       | Gaga Fernando Garibay                                         | Garibay Gaga [A]                   | 4:49    |  |
| 6.                                                                | "Telephone" (com Beyoncé) | Gaga Rodney Jerkins LaShawn Daniels Lazonate Franklin Beyoncé | Darkchild Gaga [A]                 | 3:41    |  |
| 7.                                                                | "So Happy I Could Die"    | Gaga RedOne Space Cowboy                                      | RedOne Gaga Space Cowboy           | 3:55    |  |
| 8.                                                                | "Teeth"                   | Gaga Taja Riley Pete Wyoming Bender [B] Teddy Riley [B]       | Tedd Riley Gaga [A]                | 3:41    |  |
| Duração total:                                                    | Duração total:            | Duração total:                                                | Duração total:                     | 34:15   |  |

| The Fame Monster – Faixa bônus do Apple Music |                                 |                |                |         |  |
| N.º                                           | Título                          | Compositor(es) | Remixador(es)  | Duração |  |
| 9.                                            | "Bad Romance" (Starsmith Remix) | RedOne Gaga    | Starsmith      | 4:56    |  |
| Duração total:                                | Duração total:                  | Duração total: | Duração total: | 39:11   |  |

| The Fame Monster – Faixas bônus da edição limitada via Pen Drive |                                                                      |                                       |                 |         |  |
| N.º                                                              | Título                                                               | Compositor(es)                        | Remixador(es)   | Duração |  |
| 9.                                                               | "Bad Romance" (Starsmith Remix)                                      | RedOne Gaga                           | Starsmith       | 4:56    |  |
| 10.                                                              | "Telephone" (Passion Pit Remix) (com Beyoncé)                        | Gaga Jerkins Daniels Franklin Beyoncé | Passion Pit     | 5:13    |  |
| 11.                                                              | "Paparazzi" (Demolition Crew Remix)                                  | Gaga Rob Fusari                       | Demolition Crew | 3:54    |  |
| 12.                                                              | "Just Dance" (Deewan Remix) (com Ashking, Wedis, Lush e Young Thoro) | Gaga RedOne Aliaune Thiam             | Deewaan         | 4:17    |  |
| 13.                                                              | "LoveGame" (Robots to Mars Remix)                                    | Gaga RedOne                           | Robots to Mars  | 3:14    |  |
| 14.                                                              | "Eh, Eh (Nothing Else I Can Say)" (Frankmusik Remix)                 | Gaga Martin Kierszenbaum              | Frankmusik      | 3:48    |  |
| 15.                                                              | "Poker Face" (ao vivo na The Cherrytree House)                       | Gaga RedOne                           | Kierszenbaum    | 3:38    |  |
| 16.                                                              | "Bad Romance" (Grum Remix)                                           | RedOne Gaga                           | Grum            | 4:51    |  |
| 17.                                                              | "Telephone" (Alphabeat Remix) (com Beyoncé)                          | Gaga Jerkins Daniels Franklin Beyoncé | Alphabeat       | 5:13    |  |
| Duração total:                                                   | Duração total:                                                       | Duração total:                        | Duração total:  | 73:19   |  |

| The Fame Monster – Edição deluxe (disco dois) |                                            |                                              |                           |         |  |
| N.º                                           | Título                                     | Compositor(es)                               | Produtor(es)              | Duração |  |
| 1.                                            | "Just Dance" (com Colby O'Donis)           | Gaga RedOne Aliaune Thiam                    | RedOne                    | 4:02    |  |
| 2.                                            | "LoveGame"                                 | Gaga RedOne                                  | RedOne                    | 3:36    |  |
| 3.                                            | "Paparazzi"                                | Gaga Rob Fusari                              | Fusari Gaga [A]           | 3:28    |  |
| 4.                                            | "Poker Face"                               | Gaga RedOne                                  | RedOne                    | 3:57    |  |
| 5.                                            | "Eh, Eh (Nothing Else I Can Say)"          | Gaga Martin Kierszenbaum                     | Kierszenbaum              | 2:55    |  |
| 6.                                            | "Beautiful, Dirty, Rich"                   | Gaga Fusari                                  | Fusari                    | 2:52    |  |
| 7.                                            | "The Fame"                                 | Gaga Kierszenbaum                            | Kierszenbaum              | 3:42    |  |
| 8.                                            | "Money Honey"                              | Gaga RedOne Bilal Hajji                      | RedOne                    | 2:50    |  |
| 9.                                            | "Starstruck" (com Space Cowboy e Flo Rida) | Gaga Kierszenbaum Nick Dresti Tramar Dillard | Kierszenbaum Space Cowboy | 3:37    |  |
| 10.                                           | "Boys Boys Boys"                           | Gaga RedOne                                  | RedOne                    | 3:20    |  |
| 11.                                           | "Paper Gangsta"                            | Gaga RedOne                                  | RedOne                    | 4:23    |  |
| 12.                                           | "Brown Eyes"                               | Gaga Fusari                                  | Fusari Gaga [A]           | 4:03    |  |
| 13.                                           | "I Like It Rough"                          | Gaga Kierszenbaum                            | Kierszenbaum              | 3:22    |  |
| 14.                                           | "Summerboy"                                | Gaga Brian Kierulf Josh Schwartz             | Brian & Josh              | 4:13    |  |
| Duração total:                                | Duração total:                             | Duração total:                               | Duração total:            | 50:20   |  |

| The Fame Monster – Edição internacional (disco dois) |                                            |                                  |                           |         |  |
| N.º                                                  | Título                                     | Compositor(es)                   | Produtor(es)              | Duração |  |
| 1.                                                   | "Just Dance" (com Colby O'Donis)           | Gaga RedOne Thiam                | RedOne                    | 4:02    |  |
| 2.                                                   | "LoveGame"                                 | Gaga RedOne                      | RedOne                    | 3:39    |  |
| 3.                                                   | "Paparazzi"                                | Gaga Fusari                      | Fusari Gaga [A]           | 3:30    |  |
| 4.                                                   | "Poker Face"                               | Gaga RedOne                      | RedOne                    | 3:59    |  |
| 5.                                                   | "Eh, Eh (Nothing Else I Can Say)"          | Gaga Kierszenbaum                | Kierszenbaum              | 3:24    |  |
| 6.                                                   | "Beautiful, Dirty, Rich"                   | Gaga Fusari                      | Fusari                    | 2:57    |  |
| 7.                                                   | "The Fame"                                 | Gaga Kierszenbaum                | Kierszenbaum              | 3:39    |  |
| 8.                                                   | "Money Honey"                              | Gaga RedOne Hajji                | RedOne                    | 2:53    |  |
| 9.                                                   | "Starstruck" (com Space Cowboy e Flo Rida) | Gaga Kierszenbaum Dresti Dillard | Kierszenbaum Space Cowboy | 3:43    |  |
| 10.                                                  | "Boys Boys Boys"                           | Gaga RedOne                      | RedOne                    | 2:52    |  |
| 11.                                                  | "Paper Gangsta"                            | Gaga RedOne                      | RedOne                    | 3:22    |  |
| 12.                                                  | "Brown Eyes"                               | Gaga Fusari                      | Fusari Gaga [A]           | 4:25    |  |
| 13.                                                  | "I Like It Rough"                          | Gaga Kierszenbaum                | Kierszenbaum              | 4:05    |  |
| 14.                                                  | "Summerboy"                                | Gaga Kierulf Schwartz            | Brian & Josh              | 4:13    |  |
| 15.                                                  | "Disco Heaven"                             | Gaga Fusari Tom Kafafian         | Fusari                    | 3:41    |  |
| 16.                                                  | "Retro Dance Freak"                        | Gaga Fusari                      | Fusari                    | 3:23    |  |
| Duração total:                                       | Duração total:                             | Duração total:                   | Duração total:            | 57:42   |  |

| The Fame Monster – Faixa bônus da edição britânica |                |                |                |         |  |
| N.º                                                | Título         | Compositor(es) | Produtor(es)   | Duração |  |
| 16.                                                | "Again Again"  | Gaga Fusari    | Fusari         | 3:05    |  |
| Duração total:                                     | Duração total: | Duração total: | Duração total: | 57:24   |  |

| The Fame Monster – Faixa bônus da edição limitada japonesa |                     |                |                |         |  |
| N.º                                                        | Título              | Compositor(es) | Produtor(es)   | Duração |  |
| 16.                                                        | "Again Again"       | Gaga Fusari    | Fusari         | 3:05    |  |
| 17.                                                        | "Retro Dance Freak" | Gaga Fusari    | Fusari         | 3:23    |  |
| Duração total:                                             | Duração total:      | Duração total: | Duração total: | 1:00:47 |  |

| The Fame Monster – DVD bônus da edição japonesa |                               |         |  |
| N.º                                             | Título                        | Duração |  |
| 1.                                              | "Bad Romance" (vídeo musical) | 5:15    |  |
| 2.                                              | "Bad Romance" (bastidores)    | 3:42    |  |

Notas
[A] - denota co-produtores
[B] - Embora não sejam creditados como compositores de "Teeth" no encarte do EP, Pete Wyoming Bender e Teddy Riley são listados como compositores no banco de dados da Broadcast Music Incorporated (BMI).

## Equipe e colaboradores
Lista-se abaixo os profissionais envolvidos na elaboração de The Fame Monster, de acordo com o encarte do extended play (EP):
Gestão
| - Vicent Herbert: produção executiva, A&R - Martin Kierszenbaum: A&R - Jennifer Paola: gestão de A&R - Lisa Eihorn-Gilder: coordenação de produção - Andrea Ruffalo: coordenação de produção - Troy Carter: gerenciamento - Dyana Kass: agente de marketing - Gretchen Anderson: gestão de produção | - Erika Savage: gestão de negócios - Interscope Records: gravadora, proprietária dos direitos autorais/fonográficos - Streamline Records: gravadora, proprietária dos direitos autorais/fonográficos - Cherrytree Records: gravadora, proprietária dos direitos autorais/fonográficos - Kon Live Distribution: gravadora, proprietária dos direitos autorais/fonográficos - Universal Music International: gravadora, distribuidora internacional - Universal Music Distribution: gravadora, distribuidora nacional e internacional, manufatura |

Visuais e imagem
| - Hedi Slimane: fotografia - Peter Savic: cabelo - Billy B: maquiagem - Nicola Formichetti: figurino | - Julian Peploe Studio: direção de arte - Dyana Kass: arte criativa - Bobby Campbell: arte criativa - Ianthe Zevos: arte criativa |

Vocais
| - Lady Gaga: vocal principal, vocais de apoio - Beyoncé: vocal participante - RedOne: vocais de apoio | - Space Cowboy: vocais de apoio - Tayonie: vocais de apoio - Stacy Dulan: vocais de apoio |

Locais de gravação
| - Record Plant Studios (Los Angeles, Califórnia) - FC Walvish (Amsterdã) - Metropolis Studios (Londres) | - Studio Groove (Osaka) - Darkchild Studios (Los Angeles, Califórnia) - Chalice Studios (Los Angeles, Califórnia) |

| Locais de mixagem - Sarm Studios (Londres) - Mason Sounds (North Hollywood, Califórnia) | Locais de masterização - Oasis Mastering (Burbank, Califórnia) |

Produção
| - Lady Gaga: composição, produção, programação, arranjos, edição vocal, - RedOne: composição, produção, programação, arranjos, gravação, engenharia - Johnny Severin: engenharia, edição vocal - Dave Russell: engenharia, mixagem, monitoramento - Eelco Bakker: engenharia - Mark "Spike" Stent: mixagem - Matty Green: assistente de engenharia - Robert Orton: mixagem - Space Cowboy: composição, produção, programação, gravação, engenharia - Ron Fair: produção, arranjos, regência - Tal Herzberg: produção, engenharia - Jack Joseph Puig: mixagem - Frank Wolff: engenharia - Ryan Kennedy: assistente de engenharia - Tal Oz: assistente de engenharia | - Joe Cory: assistente de engenharia - Fernando Garibay: composição, produção, programação, arranjos - Jonas Wetling: engenharia, monitoramento - Dan Parry: engenharia, monitoramento - Christian Delano: engenharia, monitoramento - Beyoncé: composição - Rodney Jerkins: composição, produção, mixagem - LaShawn Daniels: composição - Lazonate Franklin: composição - Mike "Handz" Donaldson: gravação - Hisashi Mizoguchi: gravação - Matty Green: assistente de engenharia - Taja Riley: composição - Teddy Riley: produção, mixagem |

Instrumentação
| - Lady Gaga: instrumentos, piano - RedOne: instrumentos - Space Cowboy: instrumentos - Tal Herzberg: baixo - Abe Laboriel Jr.: bateria | - John Goux: guitarra - Fernando Garibay: instrumentos - Musicians Regiment Horns: trompa - Eric Jackson: guitarra |

## Desempenho comercial
Após seu lançamento, a edição independente de The Fame Monster estreou na quinta colocação da tabela estadunidense Billboard 200, com 174 mil unidades faturadas em sua primeira semana. Seu álbum de estreia The Fame saltou da trigésima quarta posição para a sexta, devido as suas vendas terem sido combinadas com a versão deluxe do EP que contém CDs de ambos os discos. O material ainda atingiu a liderança da Top Digital Albums, após exportar 65 mil réplicas digitalmente. Também ocupou o  primeiro lugar da parada genérica Dance/Electronic Albums, substituindo seu antecessor The Fame. O trabalho foi certificado cinco vezes como disco de platina pela Recording Industry Association of America (RIAA) por comercializar mais de um milhão de cópias. No Canadá, The Fame Monster acabou por debutar em seu pico de número seis, através da Canadian Albums Chart.
Na Austrália, The Fame Monster inicialmente constatou como The Fame, porém mais tarde foi considerado como um álbum independente. Em sua décima oitava semana de ascensão na parada, o EP conseguiu alcançar o primeiro emprego, onde permaneceu por três edições consecutivas. Desde então, a Australian Recording Industry Association (ARIA) certificou o projeto como disco de platina tripla, por exportar mais de 210 mil exemplares no país. O material enumerou-se na segunda ocupação da classificação japonesa Oricon, com mais de 500 mil cópias comercializadas. O álbum também culminou nas tabelas da Alemanha, Áustria, Bélgica (Flandres), Croácia, Finlândia, Irlanda, Nova Zelândia, Polônia, Suíça.
No Reino Unido, The Fame Monster foi lançado como uma edição deluxe de The Fame, e não como um material independente, sendo assim o EP constatou nas tabelas britânicas como The Fame. Logo após sua distribuição no país em novembro de 2009, o disco saltou da 55.ª colocação para a 7.ª na UK Albums Chart. Após subidas e descidas, Gaga atingiu a primeira posição na tabela por uma quinta semana, com The Fame Monster contabilizando como The Fame. Mais tarde, o trabalho liderou a parada por outras duas edições não-consecutivas. Por fim, a Federação Internacional da Indústria Fonográfica certificou o EP com platina tripla pela comercialização de mais de três milhões de unidades no continente europeu.
| País — Tabela musical (2009—10)          | Posição de pico |
| ---------------------------------------- | --------------- |
| Alemanha (Media Control Charts)[A]       | 1               |
| Austrália (ARIA Charts)                  | 1               |
| Áustria (Ö3 Austria Top 40)[A]           | 1               |
| Bélgica (Ultratop 50 de Flandres)        | 1               |
| Bélgica (Ultratop 40 da Valônia)         | 5               |
| Brasil (PMB)                             | 3               |
| Canadá (Canadian Albums Chart)           | 6               |
| Croácia (HDU)                            | 1               |
| Dinamarca (Hitlisten)                    | 2               |
| Espanha (PROMUSICAE)                     | 26              |
| Estados Unidos (Billboard 200)           | 5               |
| Estados Unidos (Dance/Electronic Albums) | 1               |
| Finlândia (IFPI Finlândia)               | 1               |
| França (SNEP)                            | 13              |
| Grécia (IFPI Grécia)[A]                  | 37              |
| Hungria (MAHASZ)                         | 2               |
| Irlanda (IRMA)[A]                        | 1               |
| Itália (FIMI)                            | 2               |
| Japão (Oricon)                           | 2               |
| Noruega (VG-lista)                       | 8               |
| Nova Zelândia (Recorded Music NZ)        | 1               |
| Países Baixos (Dutch Charts)             | 4               |
| Polônia (ZPAV)                           | 1               |
| Reino Unido (UK Albums Chart)[A]         | 1               |
| República Checa (IFPI Česká Republika)   | 3               |
| Suécia (Sverigetopplistan)               | 2               |
| Suíça (Schweizer Hitparade)              | 1               |

| País — Tabela musical (2009) | Posição |
| ---------------------------- | ------- |
| Austrália (ARIA Charts)      | 59      |
| Dinamarca (Hitlisten)        | 28      |
| Finlândia (IFPI Finlândia)   | 4       |
| Irlanda (IRMA)               | 3       |
| Suécia (Sverigetopplistan)   | 90      |

| País — Tabela musical (2010)             | Posição |
| ---------------------------------------- | ------- |
| Austrália (ARIA Charts)                  | 6       |
| Bélgica (Ultratop 50 de Flandres)        | 6       |
| Bélgica (Ultratop 40 da Valônia)         | 13      |
| Canadá (Canadian Albums Chart)           | 23      |
| Dinamarca (Hitlisten)                    | 10      |
| Estados Unidos (Billboard 200)           | 13      |
| Estados Unidos (Dance/Electronic Albums) | 2       |
| Finlândia (IFPI Finlândia)               | 4       |
| Itália (FIMI)                            | 8       |
| Japão (Oricon)                           | 14      |
| Países Baixos (MegaCharts)               | 10      |
| Tabela musical (2011)                    | Posição |
| Austrália (ARIA Charts)                  | 99      |
| Estados Unidos (Dance/Electronic Albums) | 8       |
| França (SNEP)                            | 56      |
| Japão (Oricon)                           | 44      |
| Suécia (Sverigetopplistan)               | 93      |

| Região | Certificação | Vendas     |
| --- | ------------ | ---------- |
| Austrália (ARIA) | 3× Platina   | 210 000^   |
| Bélgica (BEA) | 2× Platina   | 60 000*    |
| Brasil (Pro-Música Brasil) | 2× Platina   | 120 000*   |
| Dinamarca (IFPI Dinamarca) | 4× Platina   | 40 000‡    |
| Espanha (PROMUSICAE) | Platina      | 60 000^    |
| Estados Unidos (RIAA) | 5× Platina   | 1 650 000  |
| Finlândia (Musiikkituottajat) | Platina      | 32 922     |
| França (SNEP) | 2× Platina   | 300 000    |
| Grécia (IFPI Grécia) | Platina      | 6 000^     |
| Irlanda (IRMA) | 9× Platina   | 160 000^   |
| Japão (RIAJ) | 2× Platina   | 548 000    |
| Nova Zelândia (RIANZ) | 8× Platina   | 120 000‡   |
| Noruega (IFPI Noruega) | 3× Platina   | 60 000*    |
| Países Baixos (NVPI) | 2× Platina   | 120 000^   |
| Polônia (ZPAV) | Diamante     | 100 000*   |
| Rússia (2M) | 4× Platina   | 80 000*    |
| Singapura (RIAS) | Platina      | 10 000‡    |
| Suécia (GLF) | Platina      | 40 000‡    |
| Resumos |              |            |
| Europa (IFPI) | 3× Platina   | 3,000,000* |
| Oriente Médio (IFPI Oriente Médio) | Ouro         | 3 000^     |
| *números de vendas baseados somente na certificação ^distribuições baseadas apenas na certificação ‡vendas+valores de streaming baseados somente na certificação |              |            |

A  - Nestes respectivos países, as vendas de The Fame Monster são contadas juntamente com as vendas de The Fame.

## Histórico de lançamento
| País           | Data                    | Formato              | Gravadora                                    |
| -------------- | ----------------------- | -------------------- | -------------------------------------------- |
| Japão          | 18 de novembro de 2009  | CD, download digital | Universal Music                              |
| Itália         | 18 de novembro de 2009  | CD, download digital | Universal Music                              |
| Alemanha       | 20 de novembro de 2009  | CD, download digital | Universal Music                              |
| Austrália      | 20 de novembro de 2009  | CD, download digital | Universal Music                              |
| Chile          | 20 de novembro de 2009  | CD, download digital | Universal Music                              |
| Irlanda        | 20 de novembro de 2009  | CD, download digital | Universal Music                              |
| Estados Unidos | 23 de novembro de 2009  | CD, download digital | Interscope, Streamline, Kon Live, Cherrytree |
| Reino Unido    | 23 de novembro de 2009  | CD, download digital | Polydor                                      |
| Canadá         | 23 de novembro de 2009  | CD, download digital | Universal Music                              |
| Argentina      | 23 de novembro de 2009  | CD, download digital | Universal Music                              |
| Canadá         | 1º de dezembro de 2009  | CD, download digital | Universal Music                              |
| Colômbia       | 4 de dezembro de 2009   | CD                   | Universal Music, Interscope                  |
| Estados Unidos | 15 de dezembro de 2009  | Box, vinil           | Interscope, Streamline, Kon Live, Cherrytree |
| Austrália      | 18 de dezembro de 2009  | Download digital     | Universal Music                              |
| Austrália      | 21 de dezembro de 2009  | CD                   | Universal Music                              |
| Estados Unidos | 26 de janeiro de 2010   | Download digital     | Interscope, Streamline, Kon Live, Cherrytree |
| China          | 1º de fevereiro de 2010 | CD                   | Universal Music                              |
| Japão          | 16 de abril de 2010     | CD + DVD             | Universal Music                              |
| Mundo          | 3 de maio de 2010       | USB                  | Interscope, Streamline, Kon Live, Cherrytree |
| Itália         | 8 de junho de 2010      | CD                   | Universal Music                              |
| Alemanha       | 22 de outubro de 2010   | CD                   | Universal Music                              |
| Portugal       | 25 de outubro de 2010   | CD                   | Universal Music                              |
| Alemanha       | 20 de novembro de 2010  | Download digital     | Universal Music                              |